# 马里乌波尔市镇
马里乌波尔市级市镇（烏克蘭語：Маріупольська міська громада）是乌克兰顿涅茨克州马里乌波尔区的市镇，行政中心为马里乌波尔。市镇面积为377.2平方公里，2015年人口数量为446,336人。

## 居民点
该市镇包括一个城市（马里乌波尔）、两个镇（佩巴茨凯、舊克里木）和8个村庄。